# Jean Warland

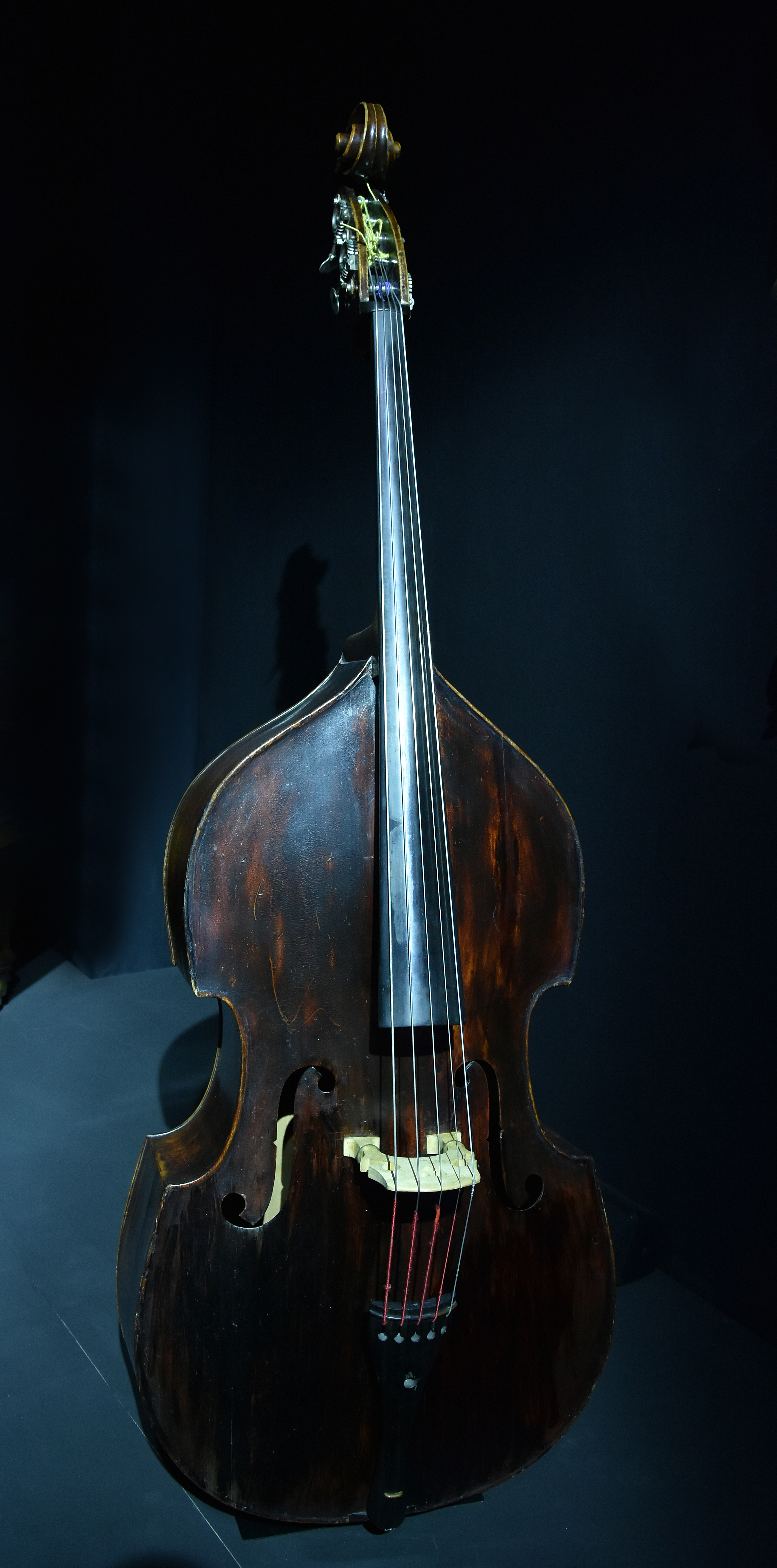
Jean Warlands Kontrabass

Jean Warland (* 23. Oktober 1926 in Brüssel als Jean Vandenheuvel; † 17. Juni 2015) war ein belgischer Jazz-Bassist, Komponist und Arrangeur. Er gilt als einer der großen europäischen Kontrabassisten des Modern Jazz in seiner Generation und einer der „Väter der belgischen Jazzszene.“

## Biografie
Warland lernte als Kind zunächst Akkordeon. 1948 gehörte er dem Septett von Bill Alexandre an, das im Pariser Bœuf sur le Toit auftrat und als eine der frühen Bebop-Formationen des europäischen Jazz galt. Ende der 1940er Jahre spielte er auch im Toots Thielemans Quartett, mit den Bob Shots, Francis Coppieters und John Ward (1949) sowie in den Orchestern von Jean Omer, Fud Candrix, Francis Bay, Jean Robert, Gus Deloof, Bobby Naret, Stan Brenders und Jack Sels. Während der 1950er Jahre war er vorwiegend als Sessionmusiker tätig und arbeitete u. a. mit Stéphane Grappelli, Michel Legrand, Léo Souris und Sacha Distel. In Paris spielte er auch im großen Orchester von Jacques Hélian, in dem er mit Fats Sadi und Kenny Clarke kennenlernte, mit dem er lange Jahre zusammenarbeiten sollte. Warland wirkte in dieser Zeit auch bei Aufnahmen von Lee Morgan, Martial Solal, J. J. Johnson, Lucky Thompson, Allen Eager, Henri Renaud und Billy Byers mit, tourte mit Caterina Valente in Japan, Lateinamerika und trat im Pariser Olympia auf.
im Jahr 1962 wurde er Mitglied des RIAS Tanzorchesters in Berlin und nahm unter eigenem Namen für Telefunken auf. Von 1967 bis 1992 lebte er in Köln, spielte bei Kurt Edelhagen und dann in der WDR Big Band (er wirkte auch bei dessen Aufnahmen wie Harlem Story (1984) mit). Daneben arbeitete er mit Charly Antolini (In the Groove, 1972), Dieter Reith, der Kenny Clarke/Francy Boland Big Band, Günter Noris, Werner Twardy und wirkte bei Konzerten von Dizzy Gillespie und Mike Longo mit. In einer kleineren Formation von Francy Boland und Kenny Clarke spielte er mit deren Gästen wie Don Byas, Fats Sadi, Ronnie Scott, Johnny Griffin, Tony Coe, Eddie Lockjaw Davis und den verschiedenen Gastsolisten der WDR Big Band. In Belgien spielte er u. a. mit Mary Kay, Nathalie Loriers, Sadi, Michel Herr, Richard Rousselet, Toots Thielemans, Félix Simtaine, Al Goyens und der BRT Big Band. Seine Kompositionen wurden auch von der ACT Big Band gespielt. Er selbst nahm 1993 das Tributalbum Sax No End zu Ehren von Francy Boland auf; 1997 konzertierte er bei Middelheim Jazz Festival in Antwerpen mit dem Brussels Jazz Orchestra erneut mit einem Tribut an Francy Boland. 1998 wurde er mit dem belgischen Django D’Or-Spezialpreis für sein Lebenswerk ausgezeichnet. 1999 trat er mit belgischen Musikern im Take a Train Sextet als Tribut an Duke Ellington auf; eine weitere Formation war Sax Port mit einer deutschen Bläser-Sektion. Mit dem Saxophonisten Fabrice Alleman tourte er 2005 durch Deutschland; im selben Jahr präsentierte er auf dem Middelheim-Festival sein Bass Orchestra mit zwölf Bassisten. Im Jahr 2010 legte er eine Autobiographie Bass Hits (Edition Le Cri) vor.

## Veröffentlichung
- Bass Hits (Editions Le Cri 2010), ISBN 978-2-87106-505-0

## Diskografische Hinweise
- Kenny Clarke: Kenny Clarke Sextet Plays André Hodeir (Philips, Emarcy, 1956)
- Dusko Goykovich: Belgrade Blues (Cosmic Sounds, 1961–66)
- Kenny Clarke/Francy Boland Big Band: Three Latin Adventures (MPS, rec. 1968, ed. 1988)
- Dieter Reith: Join Us (1979)
- Toots Thielemans: Just Friends (Jazz Line, 1986)
- Jean Warland & Fabrice Alleman: The Duet (Igloo, 2009)